# Leonard Harrison State Park
Leonard Harrison State Park is een park in Tioga County in de Amerikaanse staat Pennsylvania.
Het park ligt aan de oostkant van de Pine Creek Gorge, die ook wel bekend is als de "Grand Canyon van Pennsylvania". Leonard Harrison State Park staat bekend om het uitzicht op Pine Creek Gorge. Het park ligt in de gemeenten Shippen en Delmar, 16 km ten westen van Wellsboro. De rivier die door dit park stroomt, de Pine Creek, heeft een kloof gesleten in vijf grote rotsformaties uit het Devoon en Carboon tijdperk.
Colton Point State Park heeft een oppervlakte van 237 hectare en werd in 1922 opgericht. Daarnaast wordt het begrensd door het Tioga State Forest en haar zusterpark, Colton Point State Park, dat aan westelijke kant van de "Grand Canyon van Pennsylvania" ligt.